# Aquacentrum Šutka

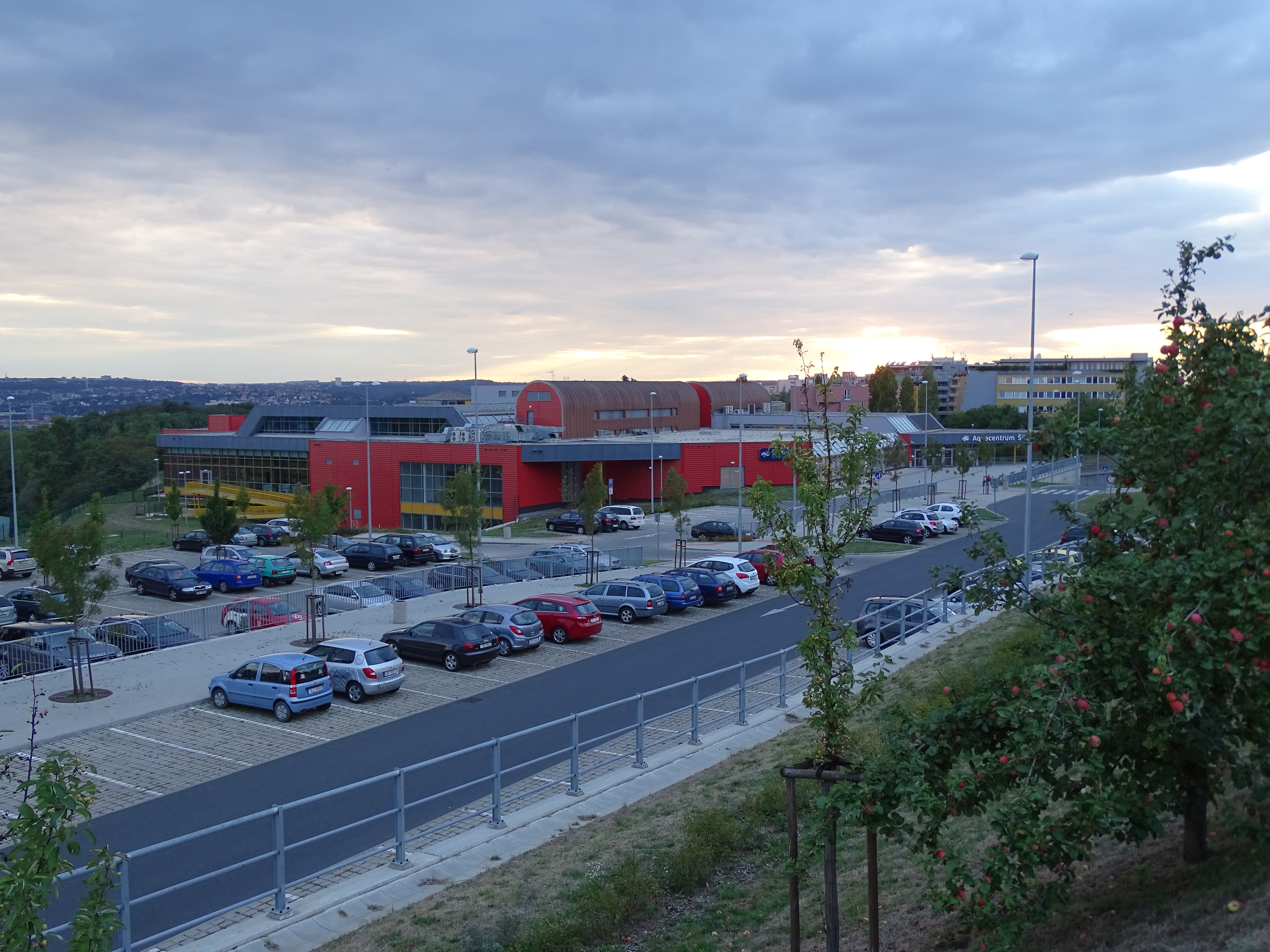
Aquacentrum Šutka

Aquacentrum Šutka je plavecký areál v části katastrálního území Troja spadající do městské části Praha 8. Výstavba započala už roku 1987, poté však byla pozastavena a areál byl otevřen až roku 2012.

## Historie
Výstavba tohoto krytého plaveckého bazénu poblíž autobusové zastávky Čimický háj započala už v roce 1987. Byla pozastavena po sametové revoluci v roce 1989, když v rámci restitucí podal soukromý vlastník žádost o navrácení příslušných pozemků. Soud trval řadu let a pozemky byly nakonec rozhodnutím soudu soukromému majiteli vráceny. V roce 2001 rozhodl pražský magistrát pozemky vykoupit, avšak vzhledem k vysoké ceně za dostavbu bylo o dostavbě definitivně rozhodnuto teprve roku 2007.
Dostavba bazénu začala v listopadu 2010. Podle plánu měl být bazén dokončen v prosinci 2011. Dokončení však bylo o rok odloženo a areál byl otevřen v prosinci 2012.

## Popis a provoz
Podle provozovatele je centrum jedním z nejmodernějších plaveckých areálů v Česku. Celý areál je plně bezbariérový. Obsahuje aquapark s dvěma velkými tobogány (73 m a 74 m), třemi skluzavkami, divokou řekou s vlnobitím, vodopádem, vířivkou, relaxačním bazénem, brouzdalištěm, venkovní terasou, saunami, parními lázněmi a bazénem dlouhým 50 m, vyhovujícím standardům plaveckých soutěží, takže se zde může pořádat i mistrovství světa. V celém areálu není cítit chlór, protože bazén využívá nejnovějších technologií na úpravu vody UV lampami a chlór tak je ve vodě obsažen minimálně.
Ke vstupnému na hodinu se navíc počítá i 20 minut na převléknutí. Návštěvníci jsou vybavování elektronickými náramky, které umožňují vstup do areálu, zamykat a odemykat šatní skříňky a hlídané skříňky na cennosti.